# Грабарка (притока Тетерівки)
Грабарка — річка в Україні, у Чуднівському районі Житомирської області. Права притока Тетерівки (басейн Дніпра).

## Опис
Довжина річки 11 км. Площа басейну 30,9 км2.

## Розташування
Бере початок на південному заході від Лемешів. Тече переважно на північний захід і у Іванополі впадає у річку Тетерівку праву притоку Тетерева.